# Donkere grasuil
De donkere grasuil (Tholera cespitis) is een nachtvlinder uit de familie van de uilen, de Noctuidae. 

## Beschrijving
De voorvleugellengte bedraagt tussen de 15 en 19 millimeter. De grondkleur van de voorvleugels is zwartbruin. De tekening bestaat uit enkele donkere en gele dwarslijnen en een gele omranding van de ringvlek en niervlek. Het mannetje heeft een wittige achtervleugel, het vrouwtje een grijze.

## Waardplanten
De donkere grasuil gebruikt grassen als waardplanten. De rups is te vinden van maart tot juli. De soort overwintert als ei. De vlinder kent één generatie die vliegt van eind juli tot en met september.

## Voorkomen
De soort komt verspreid van Europa tot Siberië voor. De donkere grasuil is in Nederland en België een niet zo algemene soort. 